# Henk-Jan Zwolle
Henk-Jan Zwolle (Enschede, 30 de noviembre de 1964) es un deportista neerlandés que compitió en remo.
Participó en tres Juegos Olímpicos de Verano, entre los años 1988 y 1996, obteniendo dos medallas, bronce en Barcelona 1992 (doble scull) y oro en Atlanta 1996 (ocho con timonel).
Ganó tres medallas en el Campeonato Mundial de Remo entre los años 1991 y 1995.

## Palmarés internacional
| Juegos Olímpicos   | Juegos Olímpicos              | Juegos Olímpicos  | Juegos Olímpicos |
| Año                | Lugar                         | Medalla           | Prueba           |
| ------------------ | ----------------------------- | ----------------- | ---------------- |
| 1992               | Barcelona (España)            | Medalla de bronce | Doble scull      |
| 1996               | Atlanta (Estados Unidos)      | Medalla de oro    | Ocho con timonel |
| Campeonato Mundial |                               |                   |                  |
| Año                | Lugar                         | Medalla           | Prueba           |
| 1991               | Viena (Austria)               | Medalla de oro    | Doble scull      |
| 1994               | Indianápolis (Estados Unidos) | Medalla de plata  | Ocho con timonel |
| 1995               | Tampere (Finlandia)           | Medalla de plata  | Ocho con timonel |